# José Alberto Tejada
José Alberto Tejada Echeverri (Cali, 7 de junio de 1957-  Cali, 28 de febrero de 2024) fue un periodista, político y contador colombiano. Reconocido por el cubrimiento de las protestas en Colombia de 2021. Fue elegido en 2022 como Representante a la Cámara por el Valle del Cauca, por la coalición del Pacto Histórico.

## Biografía
Nacido en Cali, realizó sus estudios de primaria en la escuela Marco Fidel Suárez, se graduó como bachiller en 1976 del  Instituto Técnico Industrial San Juan Bosco, y se graduó como contador público de la Universidad de San Buenaventura en 1986; en 1990 culminó su Magister en Educación de Adultos de la misma universidad. Realizó una Especialización en Alta Gerencia en la Universidad ICESI en 1997 y una Especialización en Economía Internacional y Comercio Exterior en la Universidad de Barcelona en 1999, entre otros estudios. Ha sido contador en varias entidades como el Banco Central Hipotecario y se ha desempeñado como profesor universitario.
Se dio a conocer como periodista y director del Canal 2 de Cali, de la Corporación cívica Daniel Gillard (CECAN), en el cubrimiento de las protestas en Colombia de 2021. Se denunciaron amenazas en su contra. Por lo cual recibieron medidas cautelares de la Comisión Interamericana de Derechos Humanos a los reporteros José Alberto Tejada y Jhonatan Buitrago, Además recibieron el Premio Orlando Sierra al coraje periodístico.
En reconocimiento a su actividad, varios sectores populares del Valle del Cauca lo propusieron como candidato a la Cámara de Representantes, apoyando su candidatura y resultando elegido para la misma por parte del Pacto Histórico en las elecciones legislativas de 2022.